# Munții Revendicați
Denumirea de "Munții Revedincați" este întâlnită în literatura de specialitate cu privire la culmile muntoase situate la granița dintre Transilvania și Țara Românească, pe teritoriul cuprins între Olt și Porțile de Fier, acaparate de imperiul habsburgic de la Poarta Otomană în 1769 cu prilejul unor rectificări de frontieră, fapt consfințit mai apoi prin Tratatul de la Karlowitz din 1790 și cel de la Sistov din 1791. Printr-un rescript împărătesc din 1783, acești munți au fost dați în folosința grănicerilor, danie întărită și cu prilejul desființării Regimentului I de Graniță de la Orlat.
După 1863, munții respectivi au fost luați din posesia grănicerilor și dați "Universității săsești", forul administrativ și superior al sașilor de pe "Pământul crăiesc" înființat încă din 1481, precum și unor nemeși ardeleni, ca urmare grănicerii fiind sfătuiți să-i revendice pe calea justiției. Măsura abuzivă a Curții de la Viena a nemulțumit profund pe foștii grăniceri, fapt ce a dus la nenumărate procese între comunitățile lor și "Universitatea Săsească", procese care s-au stins abia în 1948.